# Serra de Vall-lleures
La Serra de Vall-lleures és una serra situada al municipi de Llardecans a la comarca del Segrià, amb una elevació màxima de 436,2 metres.